# داود خير الله
الدكتور داود خير الله (ولد في 18 شباط 1937) باحث وأكاديمي عربي أمريكي يعمل أستاذاً محاضراً في القانون الدولي في جامعة جورجتاون. تمتع د. خير الله بخبرة طويلة في مجال التفاوض على المستوى الدولي، حيث عمل لسنين مستشاراً للبنك الدولي. توفي في 22 مارس 2020.

## النشأة والمسيرة
حصل على إجازة في الحقوق من الجامعة اللبنانية.

## وصلات خارجية
- صفحة داود خير الله في كلية الحقوق في جامعة جورجتاون